# Søren Brinck
Søren Brinck, född 1668 och död 1743, var en dansk militär.
Brinck deltog bland de danska legotrupperna i sjömakternas tjänst i en rad fälttåg i västra Europa och räddade under sin tid där 1709 livet på prins Fredrik av Hessen, senare kung Fredrik I av Sverige. Brinck, som började sin bana som mening soldat, erhöll 1734 överstes avsked.